# 삼척시의회
삼척시의회는 강원특별자치도 삼척시 지역을 관할하는 기초의회이다.